# 夏星小褐鱈
夏星小褐鱈，為輻鰭魚綱鱈形目稚鱈科的其中一種，分布於西南太平洋澳洲、新喀里多尼亞、紐西蘭海域，為深海魚類，深度83-160公尺，體長可達16.8公分，棲息在底層水域，生活習性不明。

## 扩展阅读
維基物種上的相關：夏星小褐鱈